# Краудфандинг

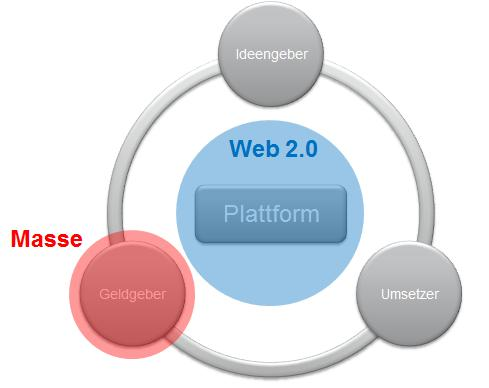
Схема краудфандигу

Краудфа́ндинг, грома́дське фінансува́ння або спільноко́шт[джерело?] (англ. crowdfunding — гуртове фінансування, фінансування гуртом) — це співпраця людей, які добровільно об'єднують свої гроші чи інші ресурси разом, як правило через інтернет, аби підтримати зусилля інших людей або організацій. Громадське фінансування може виконувати різні завдання — допомога постраждалим від стихійних лих, підтримка з боку вболівальників чи фанатів, підтримка політичних кампаній, фінансування стартап-компаній та малого бізнесу, створення вільного програмного забезпечення тощо.
Для початку збирання коштів обов'язково повинна бути задекларована мета, визначена ціна її досягнення, а обчислення усіх витрат і спосіб фінансування мають бути відкриті для громади у вільному доступі.
Громадське фінансування може також застосовуватися для фінансування компанії шляхом продавання малих частин підприємства широкому колу покупців. Цей тип краудфандингу нещодавно привернув особливу увагу американських посадових осіб. У квітні 2012 року президент США Барак Обама підписав новий закон під назвою JOBS Act (Jumpstart Our Business Startups Act), який дозволяє стартап-компаніям збирати до $1 млн шляхом краудфандингу, без подання паперів та реєстрацій на продаж акцій, як це застосовувалось раніше.

## Історія
У 1997 році шанувальники британської рок-групи Marillion без будь-якого залучення самої групи організували і провели інтернет-кампанію зі збору коштів для фінансування музичного туру групи усією територією США. Їм вдалося зібрати $60 000. Пізніше група використовувала такий спосіб для запису і просування кількох своїх альбомів, зокрема Anoraknophobia, Marbles і Happiness Is the Road.
Заснована в США компанія ArtistShare (2000/2001) задокументована як перший краудфандинговий сайт для музики. Слідом за ним з'явилися такі сайти, як Sellaband (2006), SliceThePie (2007), Hyper Funding (2008), IndieGoGo (2008), Pledge Music (2009), Kickstarter (2009), RocketHub (2009), FundaGeek (2011) і in the UK Sponsume (2010), PleaseFund.Us (2011), Authr.com (2012) і OnSetStart (2012).
Краудфандинг у кіноіндустрії був започаткований підприємцем Еріком Бауманом із запуском FilmVenture.com в 2002 році. А через 2 роки французькі підприємці та виробники Бенджамін Помера і Гійом Колбок з компанії Гійом Корп. почали кампанію зі збору пожертв в Інтернеті в серпні 2004 року, щоб дозняти свій фільм Demain la Veille (Очікування вчора). Протягом трьох тижнів, їм вдалося назбирати $50000, що дозволило їм знімати своє кіно. Це було перше структуроване інтернет-краудфандингове фінансування ініціативи із використанням присвяченого фінансуванню вебсайту, а також різними пропозиціями-подяками для своїх жертводавців: бонуси, DVD або навіть присутність на зйомках
Чотири місяці по тому, на іншій стороні Атлантики, компанія Spanner Films почала виробництво свого документального фільму про зміну клімату «Епоха дурнів». Команді, очолюваній Френні Армстронг успішно вдалося зібрати більш, ніж £ 900 000 впродовж п'яти років (з грудня 2004 року до 2009 рік, дата випуску), для виробництва і просування фільму. Вся знімальна команда працювала за дуже низьку заробітну плату, але окрім цього отримувала також краудфандингові «акції». Відповідно до умов контракту краудфандингу інвесторам і членам знімальної команди один раз на рік протягом десяти років з моменту виходу фільму виплачується роялті-дивіденди.
Morton Valence була однією з перших порівняно маловідомих груп, що самостійно вступила у краудфандинг без використання спеціальних сайтів таких, як sellaband.
The Cosmonaut є ще одним прикладом краудфандингу в кіноіндустрії: їхня кампанія «Врятуй The Cosmonaut» лише за перший тиждень залучила €130,000. Протягом усього часу фільм лише зібрав € 300 000 пожертв.
The Professional Contractors Group, торгова асоціація для фрілансерів у Великій Британії була заснована в інтернеті в 1999, коли Енді Уайт зробив заклик до 2000 підрядників пожертвувати £50, щоб назбирати £100 000, які необхідні для заснування такого типу організації. Через 5 днів 2002 людей перерахували гроші і організація народилася. Сьогодні її членами є більше 14 000 британців.
А станом на даний час, суми, які можна залучити через краудфандинг значно зросли. У 2012 році проєкти створення відеоігор Double Fine Adventure і Wasteland 2 зібрали по $3 336 371 і $3 040 299 через краудфандинговий сайт Kickstarter. Внески зробили більше 87 000 людей.

## Підходи
Підприємець, який прагне використовувати краудфандинг (наприклад, для стартового капіталу), зазвичай використовує інтернет-спільноти, щоб випросити невеликі суми грошей від осіб, які, як правило, не є професійними фінансистами. Діапазон варіацій досить широкий, наприклад:
- Збирання грошей у людей без жодної прямої матеріальної віддачі тим, хто пожертвував певні кошти. Цей вид фінансування існує вже досить довго, у тому числі підтримка митців та благодійний фандрайзинг. Інколи використовується поріг пожертвувань, за якого усі пожертвування скасовуються, якщо сума пожертвувань не перетнула встановленого мінімального порогу до кінцевої дати збору грошей.
- Інший вид передбачає публічне висвітлення імені жертводавця/грантодавця в подяку за надані гроші. Найкращий приклад це «Сторінка на мільйон доларів» (The Million Dollar Homepage[en])
- Можна брати гроші у позику (мікрофінансування)
- Може бути запропонований квазі-акціонерний капітал, але жодна така схема не повинна підпадати під жодні фінансові положення, що стосуються первинного розміщення акцій.
- Простий інвестиційний акціонерний капітал. Коли кілька сторін залучені, це може вимагати багато роботи, тому є платформи, щоб це полегшити.
- Підхід, за якого теж існує поріг пожертвувань як і в першому варіанті, але тут існують винагороди в обмін за подарунки чи пожертвування[4].

## Роль інтелектуальної власності
Однією з проблем розміщення нових ідей на краудфандингових сайтах, може бути відсутність або недостатність захисту інтелектуальної власності з боку самих сайтів. Щойно ідея розміщена, вона може бути скопійована. Ця проблема вирішується завдяки завчасному заповненню усіх патентних документів, а також завдяки використанню авторських прав (копірайту) і торгової марки. Також слід використовувати нову форму захисту, яка підтримується Всесвітньою Організацією із захисту інтелектуальної власності і називається творчий штрих-код.

## За і проти
Прихильники краудфандингу стверджують, що він допомагає хорошим ідеям, які не відповідають формам традиційного сприйняття фінансистів, пробитися й отримати гроші завдяки мудрості натовпу. Якщо проєкт втягнувся, тобто стартував збір коштів, то це для підприємця означає ще більше шансів на успіх, адже його потенційні майбутні клієнти долучаються до творення бізнесу й, на додачу до цього, рекламують проєкт з уст в уста. Недоліком є лише те, що ідея мусить бути повністю розкритою на сайті, аби отримати підтримку людей, тому вона є вразливою до викрадення та перехоплення конкурентами.

## Історія законодавчого підкріплення у США
У лютому 2011 року група підприємців об'єдналися і утворили організацію «Звільнення стартапів» з метою лобіювати в Вашингтоні, округ Колумбія, оновлення федеральних законів безпеки і узаконити для підприємців використання краудфандингу для того, щоб підняти обмежену кількість фінансувань на основі капіталу, які знаходяться на початкових етапах. За підтримки малого бізнесу та Ради підприємництва вони взяли участь у двох слуханнях Конгресу. Їхня структура була основою для закону про Доступ підприємців до капіталу представленого членом палати представників Патріком Мак Генрі 14 вересня 2011 року. Він запропонував, щоб значно зменшити обмеження на краудфандингового капіталу з некомерційних підприємств, які наразі присутні в державних і федеральних законах про цінні папери. 3 листопада 2011 у Палаті представників США пройшло голосування (407-17) за цей законопроєкт. Згодом він був представлений в Сенаті і переданий до комітету Сенату з банківського, житлового і міського господарства («Банківський комітет») для подальшого розгляду.
Тим часом члени Сенату також розробляли подібне законодавство з намірами на подальший захист інвесторів в пропонованих ними законами про краудфандинговий капітал, що підтверджується законопроєктами, запропонованими сенаторами. Закон про демократизацію доступу до капіталу був запропонований сенатором Скоттом Брауном і представлений у сенаті США 2 листопада 2011 року. Цей закон, так само, як і закон про Доступ підприємців до капіталу, хоча він і знизив обмеження як на обсяги капіталу, який малий бізнес може залучати так і обсяги, скільки інвестор може інвестувати, порівняно з законопроєктом Палати представників. Закон про краудфандинг був організований сенатором Джеффом Мерклі і введеним до сенату США 8 грудня 2011 року.

## Найпопулярніші краудфандинг-платформи
- Kickstarter, США

Сайт фінансування творчих проєктів за схемою краудфандингу. Kickstarter фінансує різноманітні проєкти, у 13 категоріях: мистецтво, комікс, танець, дизайн, мода, фільми і відео, їжа, відеоігри, музика, фотографія, видавництво, технологія, театр.
- Ulule [Архівовано 29 листопада 2016 у Wayback Machine.], Франція

З моменту свого заснування в 2010 році Ulule допомогла зібрати кошти для більш ніж 4900 творчих, інноваційних або громадських проєктів з 67 % ймовірністю успіху. Ulule став першою платформою, яка давала можливість збирати гроші двома способами: менеджер проєкту міг виставити суму, необхідну для реалізації проєкту, або влаштувати попередній продаж товару (послуги).
- Crowdculture [Архівовано 20 грудня 2016 у Wayback Machine.], Швеція

Цікавим на цій платформі спільнокошту є метод фінансування. Crowdculture може залучати гроші і приватних інвесторів, і кошти з державного фонду (частина культурного бюджету країни). Частка державних коштів залежить від кількості голосів, набраного проєктом серед учасників платформи.
- Goteo [Архівовано 2 грудня 2016 у Wayback Machine.], Іспанія

Ця платформа не лише для спільного збору коштів на суспільно значущі проєкти, але і для їх подальшої спільної реалізації. Goteo також має унікальну методику фінансування в два тури, кожен з яких триває 40 днів. Завдання першого туру — зібрати мінімально необхідну суму для запуску проєкту. Під час другого туру збирають оптимальну суму грошей для удосконалення проєкту.
- Derev, Італія

Це найвідоміша інтерактивна платформа в Італії для впровадження соціальних інновацій. Derev дає можливість не тільки збирати кошти для проєктів, а й підписи для петицій, замовляти телеефір для трансляції звернень або інтерв'ю.
- Wemakeit [Архівовано 20 лютого 2017 у Wayback Machine.], Швейцарія

Найбільша платформа Швейцарії для творчої індустрії. Крім того, Wemakeit підтримує також некомерційні організації, фінансуючи їхні проєкти і допомагаючи розвивати їх спільноти. За останні два роки Wemakeit допомогла запустити 550 проєктів на загальну суму 4 мільйони швейцарських франків.
- Вулик (Ulej) [Архівовано 19 листопада 2016 у Wayback Machine.] і Талакакошт (Talaka) [Архівовано 6 грудня 2016 у Wayback Machine.], Білорусь

Прогресивні світові тенденції досягли також Білорусі. «Вулик» і «Талакакошт» дозволяють збирати кошти на будь-які благі цілі, але поки найбільш популярним є соціально-культурний напрямок і все, що пов'язано з національно-культурною ідентичністю.

## Український краудфандинг

### Краудфандингові платформи
- Спільнокошт, створений київською спільнотою Велика ідея (ГО «Ґараж Ґенґ»). Сайт має україномовний інтерфейс та працює з 2012 року.[5][6][7]

Biggggidea націлена на розвиток сильного і відкритого суспільства, на реалізацію бажаних системних змін. На платформі «Спільнокошт» збирають кошти на проєкти у сфері освіти, охорони здоров'я, літератури, музики, журналістики та наукових досліджень.
- На-Старті (інколи: На-Стартє) (Na-Starte), створений одеською IT-компанією. З 2014—2017 сайт мав винятково російськомовний інтерфейс, з червня 2017 — україномовний та російськомовний.[8] Працює з 1 лютого 2014 року.[9]

Краудфандингова платформа, головною метою якої, є розвиток культурних ініціатив та інновацій в Україні. Найбільшим успіхом платформи поки що є збір коштів на початку 2017 року на повнометражний фільм «Одеський знайда» (рос. «Одесский подкидыш») від режисера Георгія Делієва (зібрано 3,7 мільйона гривень з необхідних 3 мільйонів гривень).
- GoFundEd, створений громадською організацією Центр інноваційної освіти «Про. Світ».

Платформа створена для реалізації освітніх ідей. Авторами проєктів здебільшого виступають вчителі, учні та громадські активісти.
- Популярною практикою деяких стартап-шкіл, є допомога в підготовці проєкту для розміщення на краудфандинговому майданчику. Першою школою, що заявила про власного краудфандингового майданчика StartEra, є Tech StartUp School — стартап-школа заснована Львівською політехнікою

### Українські проєкти, що зібрали кошти за допомогою краудфандинг-майданчиків
- Petcube — гаджет для дистанційного спостереження за домашніми тваринами (зібрано $251 тисячу);
- LaMetric — універсальний годинник, що окрім часу показує іншу корисну інформацію з Інтернету (зібрано $370 тисяч);
- iBlazr — спалах для смартфонів (зібрано $56 тисяч);
- FORCEemotion — розумний браслет, що відслідковує фізичний стан;
- Phonster — кобура для телефону;
- KrakenFix — кріплення для лиж, сноубордів або лонгбордів, що дозволяють зручно носити їх на плечах (зібрано $10 тисяч)
- GreenNanny — пристрій, що забезпечує індивідуальний полив рослин;
- Planexta — розумний браслет, що відслідковує емоційний стан;
- GearEye — система пошуку загублених речей.